# 大日本帝国憲法第32条
大日本帝国憲法第32条（だいにほん/だいにっぽん ていこくけんぽう だい32じょう）は、大日本帝国憲法第2章にある、臣民権利義務についての規定である。

## 現代風の表記
本章に掲げる規定は、陸海軍の法令又は紀律に抵触しないものに限り、軍人に準用する。

## 解説
軍隊は、その規律の最も厳重なることを要し、軍隊に属する軍人に対しては、普通人のような自由を許容し難い。プロイセン憲法39条に「第5条、第6条、第29条、第30条及び第32条の規定は、軍の法律及び紀律に抵触しないものに限りこれを軍隊に適用する」とあるのは、本条の出典となったものであり、プロイセン憲法においてはある特定の条項のみを掲げているのに対し、本条には概括的に憲法第2章の規定の全部が軍人に適用されないものとしていること、及び、プロイセン憲法においては「軍の法律」とあるのに対し、本条には「法令」と規定していることの差異があるだけで、その他は字句においてもほとんど同一である。
本条の結果として、軍人について普通人と異なった特例が認められるのは、次の2点にある。
第一に、軍人については、その服務上の義務に関し、一般には法律をもって規定すべき事項であっても、勅令をもって規定することができる。これは、次の2点において、普通の原則と異なっている。
1. 軍人の中には、官吏たる者と卒たる者との双方を含んでおり、官吏たる軍人に対しては、10条による任官大権に基づき、勅令をもって、当然にその服務上の義務を定めることができる。それは、官吏が自己の任意の承諾に基づいて官吏たる地位に就いている結果であって、自己の承諾がその根拠となっている。卒たる軍人は、強制的に兵役義務を課せられている者であって、任意の承諾に基づいてその地位にあるのではなく、その服務上の義務を定めることは法律によらなければならない。しかしながら、本条の規定に基づき、卒たる軍人に対しても、勅令をもって、その軍人たる地位に基づく権利義務を定めることができる。陸軍軍人服役令（明治44年勅令第285号）、海軍下士官服役令（明治43年勅令第250号）等は、このような理由に基づいて定められている命令である。
2. 官吏たる軍人については、普通の官吏であれば、勅令をもって定めることができる懲戒処分の限度は、官吏関係から生じた権利又は利益を剥奪する以上に及ぶことはできないのに対し、本条の結果として、勅令をもって、謹慎、営倉、拘禁、禁足のような身体の自由を拘束する懲罰を課すことができる。海軍懲罰令（明治41年勅令第239号）等は、この種に属する勅令である。

第二に、軍人については、軍の規律を保つのに必要な限度において、軍隊内部における統帥上の命令（軍令）又は大権の委任に基づく司令官の命令によって、その憲法上保障された自由権を束縛することができる。居住移転の自由、信書の秘密、言論出版集会及び結社の自由等は、軍令上の制限を免れることができない。これらの命令は、勅令をもって定めることができるのと同時に、軍令をもってしても定めることができるものであって、例えば、海軍懲罰令は勅令をもって定められているのに対し、同じ性質の規定である陸軍懲罰令は軍令をもって定められている。勅令で定められている場合には、軍令よりも強い効力を有しており、軍令をもって勅令に抵触する規定を設けることはできない。
本条にいう「軍人」とは、必ずしも現役軍人のみに限られるものではなく、予備役、後備役、補充役等の軍人をも含む。これらの軍人も召集に応じて服役すべき義務を負うものであって、その服役の義務は、本条によって、勅令をもって定めることができる。しかしながら、軍隊の規律に服従すべき義務を負う者は、現に軍隊に属する者に限ることは当然であるから、軍隊に属しない在郷軍人に対しては、ただ勅令をもってその服役の義務を定めることができるにとどまり、軍の規律は、在郷軍人に対してその効力を有しうるものではない。『憲法義解』の本条の註に「現役軍人ハ集會結社シテ軍制又ハ政事ヲ論スルコトヲ得ス政事上ノ言論著述印行及請願ノ自由ヲ有セサルノ類是ナリ」とあるのも、本条のいわゆる「紀律」が、ただ現に軍隊に属する軍人にのみ適用されることを示している。また、現に軍隊に所属しているものである限りは、狭義の軍人のみならず、軍属もまた、本条によって、軍の紀律に服することを要する。

## 関連
占領期において松本烝治らが提案した「憲法改正私案（一月四日稿）」（松本私案）では、本条と第61条・第75条が削除対象とされていた。松本私案を基に作成された「憲法改正要綱」（松本試案）においても、本条は第31条・第75条とともに全文削除対象であった。